# Národní park Kakadu
Národní park Kakadu (anglicky Kakadu National Park) se nalézá v Severním teritoriu v Austrálii, asi 171 km jihovýchodně od města Darwin. Byl vyhlášen v roce 1981 a téhož roku byl při 5. zasedání také zapsán na seznam Světového dědictví UNESCO.
Národní park Kakadu pokrývá plochu velkou 19 804 km², v nejdelším úseku od severu k jihu měří téměř 200 km a od východu k západu přes 100 km, což je území velké stejně jako Izrael nebo jedna třetina Tasmánie. Nachází se zde také uranový důl, který patří k nejproduktivnějším na světě.
Park je významný hned z několika důvodů. Je neobyčejně bohatý často i na ohrožené živočišné i rostlinné druhy, doposud bylo na jeho území zaznamenáno přes 280 ptačích, 60 savčích, 50 sladkovodních, 10 000 hmyzích a 1600 rostlinných druhů. Území je také významné po archeologické stránce, člověkem je totiž nepřetržitě osídlováno minimálně 40 000 let, nachází se zde mnoho skalních maleb původního obyvatelstva Austrálie.
Svůj název park získal podle nesprávné výslovnosti slova Gagudju, které pochází z dnes již nepoužívaného jazyka místních domorodých obyvatel žijících v jeho severní části.

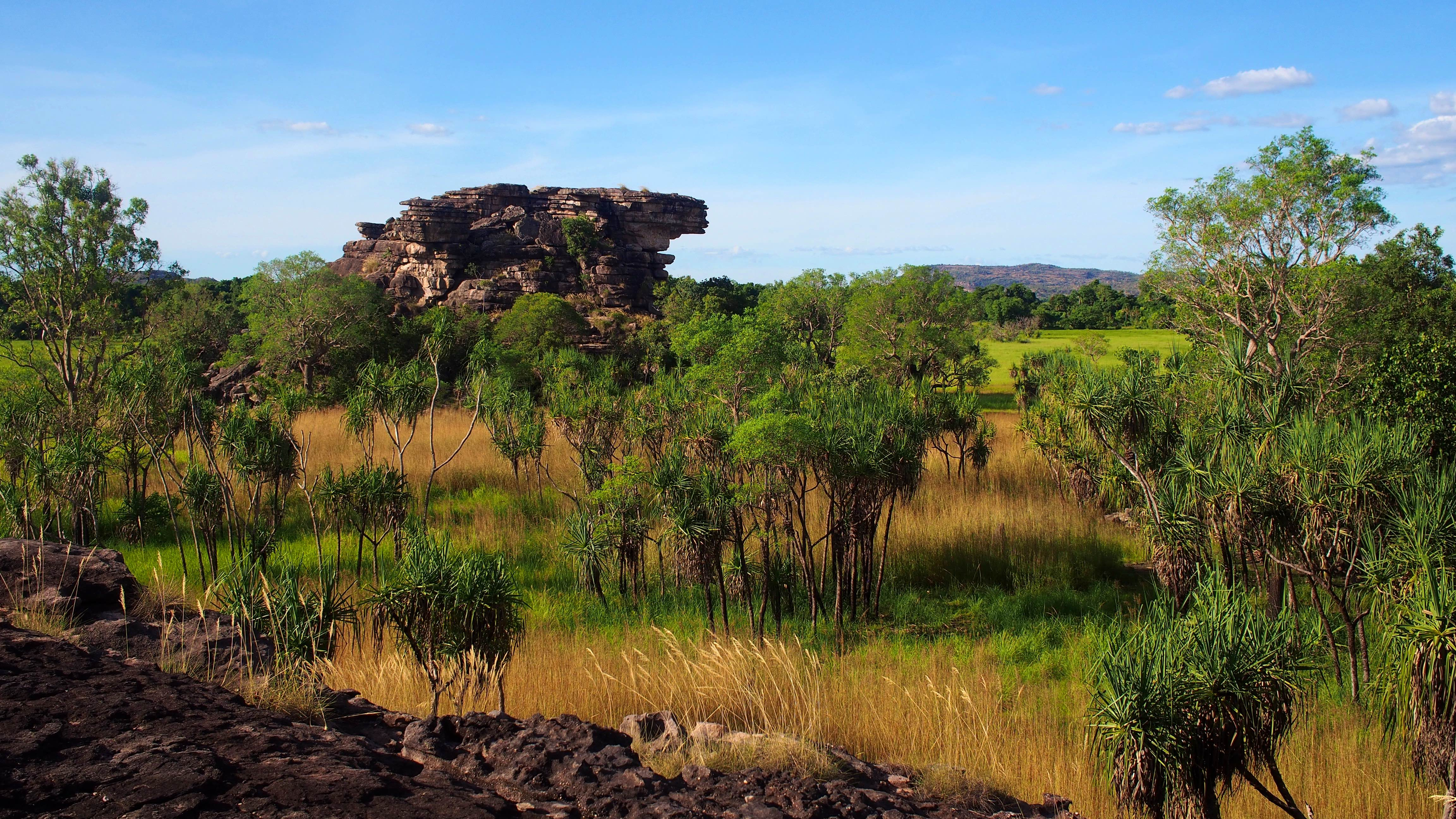
zdejší krajina
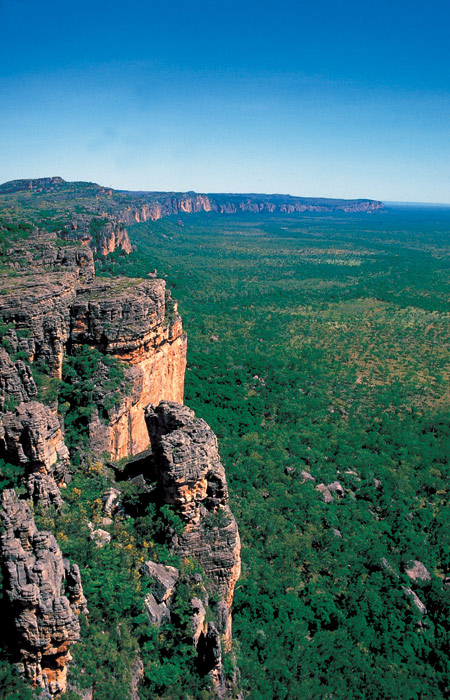
letecký snímek
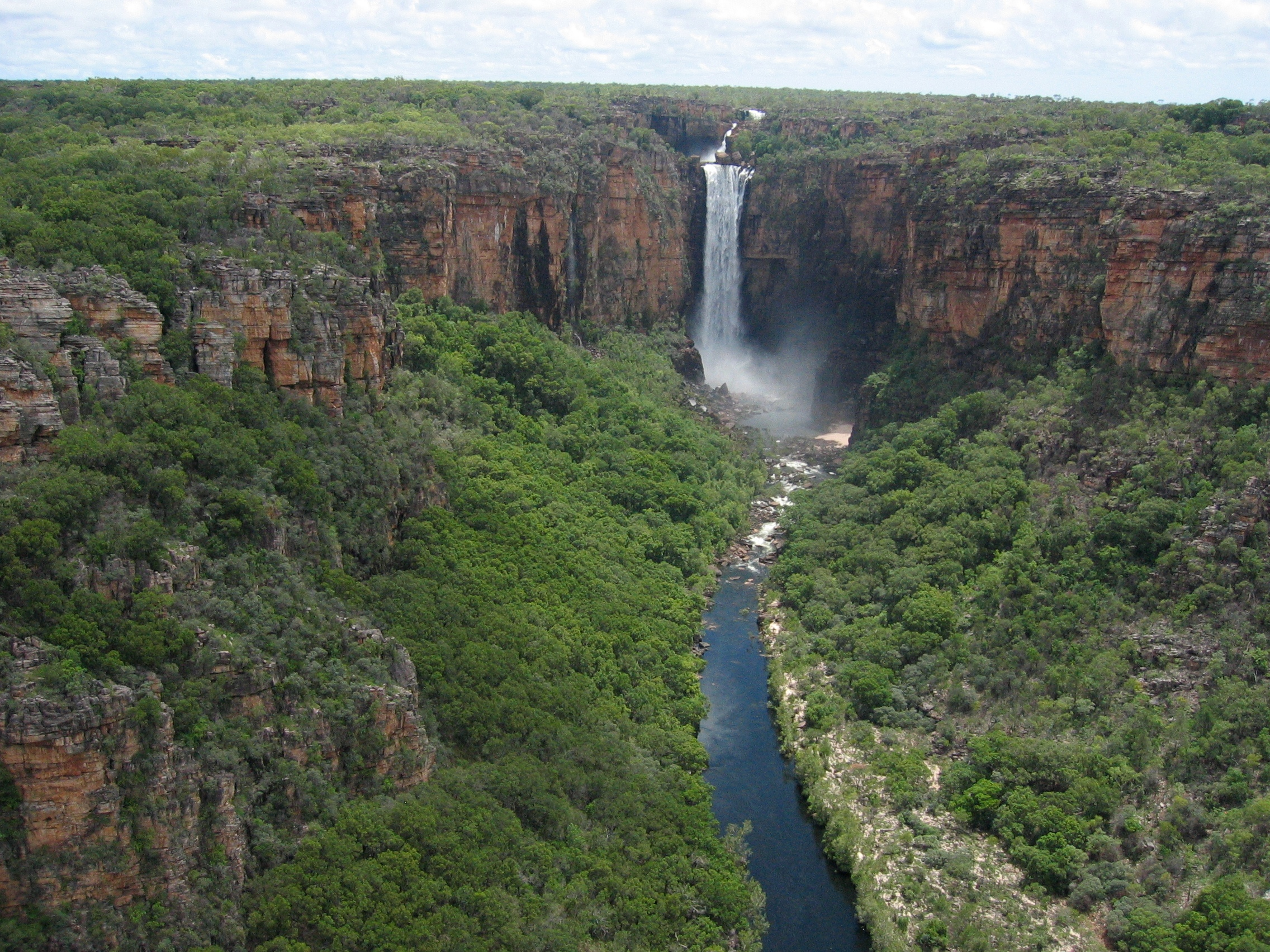
vodopády Jim Jim
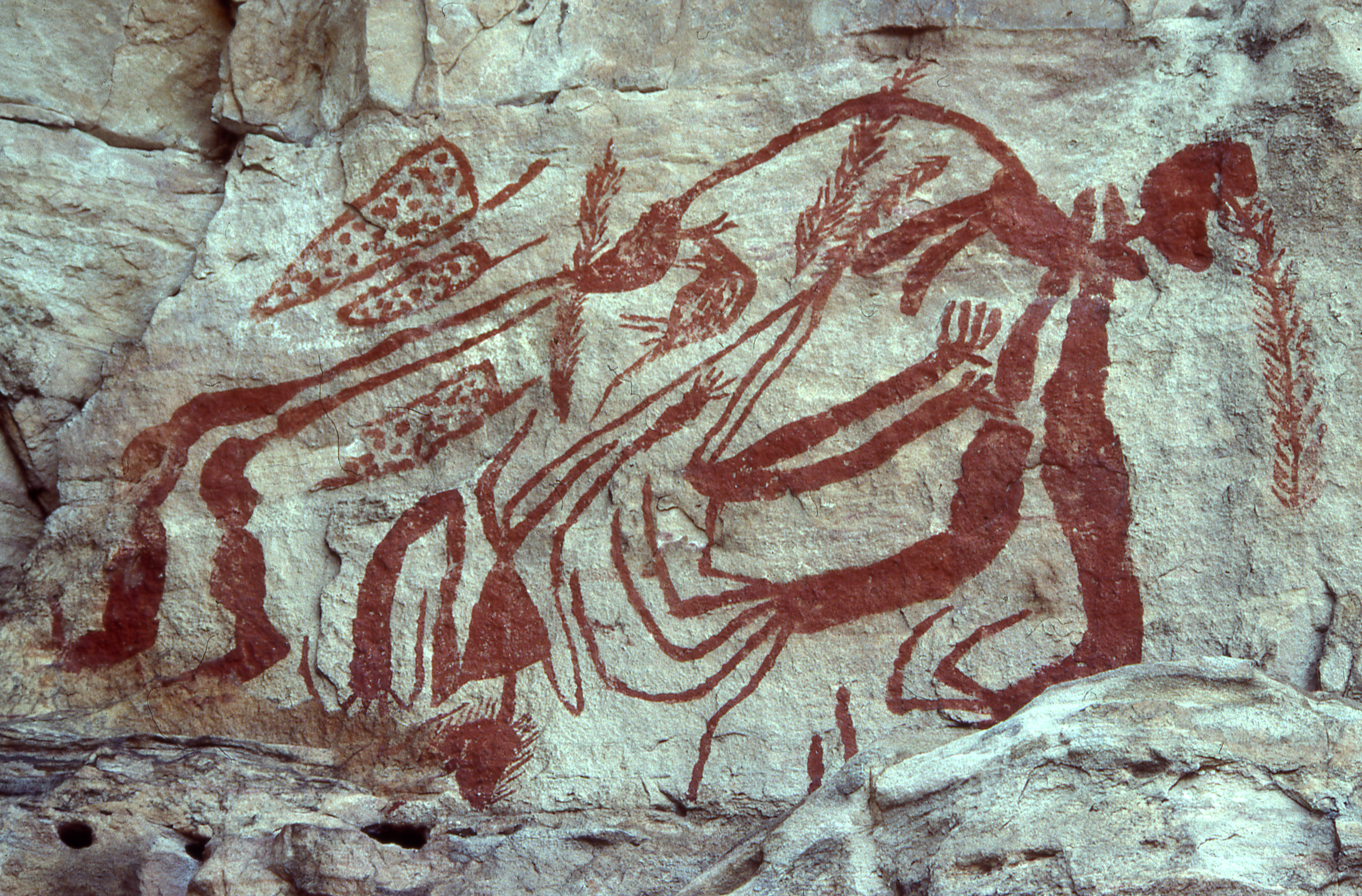
skalní malby

## Významná světová hodnota podle UNESCO
Národní park Kakadu je krajina s výjimečnými přírodními a kulturními hodnotami. Kakadu je domovem domorodých lidí více než 50 000 let a mnohé z rozsáhlých míst skalního umění v parku se datují do stáří tisíce let. Skalní malby v Kakadu poskytují okno do lidské civilizace ve dnech před poslední dobou ledovou. Jednotlivé ukázky odhalují pohledy na lov a shromažďování, sociální strukturu a rituální obřady domorodých společností od pleistocénu až do současnosti.
Největší národní park v Austrálii a jedna z největších tropických oblastí světa, Kakadu, slučuje největší rozmanitost ekosystémů na australském kontinentu, včetně rozsáhlých oblastí savany i otevřených lesů, záplavových oblastí, mangrovů, přílivových bažin, pobřežních oblastí a monzunových lesů. Park má také obrovskou rozmanitost flóry a je jedním z nejméně narušených oblastí severní části australského kontinentu. Jeho velkolepá scenérie zahrnuje do krajiny uzamčené krásy, s útesy až do výše 330 metrů, které se rozprostírají v zubaté a nepřerušované linii do vzdálenosti stovek kilometrů.
Původ lovu a shromažďování, který se objevuje v archeologickém průzkumu, je živá antropologická tradice, která dodnes pokračuje, což je vzácné pro společnosti lovců a sběračů po celém světě. Australské a celosvětové srovnání ukazují, velké množství a různorodost rysů antropologických, uměleckých a archeologických lokalit (z nichž mnohé zahrnují všechny tři typy dohromady) a výjimečnou kvalitu zachovalosti.
Mnohé z uměleckých a archeologických nalezišť v parku jsou tisíce let staré, ukazují nepřetržitý časový rozsah tradice lovu a shromažďování od pleistocénu až do současnosti. Zatímco tyto oblasti vykazují velkou rozmanitost, a to jak v prostoru, tak i v čase, ohromují také neustálým kulturním rozvojem.